# Total Linhas Aéreas
A Total Linhas Aéreas, ou simplesmente Total, é uma companhia aérea brasileira sediada na cidade de Belo Horizonte, no estado de Minas Gerais.

## História
A Total Linhas Aéreas S.A. foi fundada em 2 de maio de 1988, com o nome de Total Aero-Táxi. Contava com um equipamento EMB-110 (Bandeirante) e sede em Belo Horizonte.
Em dezembro de 1994, a Transportadora Sulista S/A, uma das maiores organizações de transporte rodoviário do país, com sede em Curitiba - PR, comprou 100% das ações da Total Aero-táxi. Iniciou-se então um processo de reestruturação para tornar a empresa capaz de operar no segmento de transporte regular. Nessa data a frota da Total já era composta por nove aeronaves (01 BE-99, 07 EMB-110 e 01 EMB-120 ER QC).
Em janeiro de 1996 esse processo se concretizou com o recebimento do “CHETA” (Certificado de Homologação de Empresa de Transporte Aéreo) vindo do DAC (o extinto Departamento de Aviação Civil, substituído em 2005 pela ANAC). A partir desse momento a Total Aero-táxi passou à categoria de companhia aérea regular, se transformando em empresa homologada segundo o RBHA-121 (Regulamento Brasileiro de Homologação Aeronáutica) e podendo operar aeronaves de qualquer categoria.
Hoje a Total opera com autorização para transportar malas postais, cargas e passageiros, na América do Sul e Caribe. Foi uma empresa regional de grande expressão no passado, tendo sido considerada a maior do Brasil neste segmento, voando com as aeronaves turbo-hélices ATR-42 e ATR-72 em suas rotas de passageiros, e o Boeing 727 em voos de carga. Operava majoritariamente em Minas Gerais, embora também tenha servido diversas cidades nos estados de Amazonas, Pará, Tocantins, Goiás, Espírito Santo, São Paulo, Rio de Janeiro e Distrito Federal.
Atualmente a Total permanece como referência em manutenção de aeronaves ATR, tornando-se "Oficina Autorizada" do fabricante na América Latina. Seus funcionários, por sua vez, têm incentivos constantes para melhorias no currículo, como aulas de inglês dentro das dependências da empresa e o programa Bolsa-Auxílio (pagamento parcial de cursos de graduação e pós-graduação).
A Total Linhas Aéreas conquistou por dois anos consecutivos o prêmio da revista Avião Revue de Melhor Companhia Aérea Regional do Brasil, nos anos de 2006 e 2007.
As últimas rotas inauguradas pela empresa foram voos para Búzios, Macaé, Rio Verde e Goiânia.
Em dezembro  de 2007 a Total teve seus voos de passageiros "aviação regular" transferidos para a empresa TRIP Linhas Aéreas ficando somente com os voos cargos, e alguns voos de passageiros da Petrobras. Sua sede operacional continua em Belo Horizonte - Minas Gerais, com parte da administração da empresa tendo sido transferida para Curitiba - Paraná. A Total Cargo opera somente voos para grandes clientes corporativos, como Correios, Petrobras e Banco Central. E seus ATR42-500 operam exclusivamente na ponte aérea da Petrobrás em Manaus.

### Envolvimento em Escândalo Político
A Total Cargo teve seu nome envolvido no Caso Erenice Guerra, escândalo político que derrubou a então Ministra Chefe da Casa Civil do presidente Luiz Inácio Lula da Silva em 2010, seu último ano de mandato. Erenice, braço direito de Dilma Rousseff durante os dois mandatos de Lula, assumiu o cargo de ministra em substituição à Dilma, que deixou o cargo para se candidatar às eleições presidenciais daquele ano.
O caso relata uma suposta cobrança de propina para a interferência na contratação, pela Empresa Brasileira de Correios e Telégrafos, de companhias aéreas para o transporte de malotes e cargas. Segundo vários órgãos de imprensa apuraram, a empresa MTA (Master Top Airlines) poderia estar sendo favorecida nessas contratações. Dois filhos e dois irmãos de Erenice Guerra estariam envolvidos na prestação de consultorias à MTA junto à órgãos públicos. A Total Cargo havia ganho uma concorrência em meados de 2010 para efetuar o serviço, porém, seu contrato não chegou a ser assinado pela diretoria dos Correios e a concorrência foi cancelada. Supostamente, isso seria uma manobra para favorecer a MTA, que havia contratado o escritório de um dos filhos da ministra para agilizar procedimentos junto à ANAC e com isso resolver pendências burocráticas que a habilitassem a assumir mais contratos com a estatal. Meses depois, com a troca da diretoria da ECT, o contrato com a Total Cargo foi finalmente assinado, mas com um valor acrescido em 2.8 milhões de reais do praticado no pregão concorrencial. Sentindo-se traído, um dos representantes da MTA deu declarações expondo todo o esquema. O caso gerou a demissão, além da ministra, de outros servidores federais e de um diretor dos Correios e ainda, recebeu da Controladoria Geral da União relatório de reprovação de várias contratações que tinham ligação com a ministra. Porém, investigações posteriores do Ministério Público Federal não foram conclusivas, devido a existência apenas de provas circunstanciais mas não de provas materiais dos fatos. Com isso, o inquérito acabou arquivado em 2012.

## Subsidiárias

### Total Cargo
A Total Cargo é uma subsidiária que atua no setor do transporte nacional de carga. Seu principal cliente são os Correios, e opera na Rede Postal Noturna (RPN), a maioria no Aeroporto Internacional de Curitiba e Guarulhos. Outros clientes, por exemplo, são o Banco Central, realizando vôos fretados de seus malotes, e a Petrobras, transportando trabalhadores às suas bases e levando malotes, peças e documentos.
A Total foi a última companhia aérea brasileira a operar o Boeing 727. Em 21 de setembro de 2024, as únicas três unidades deste modelo, de prefixos PR-TTP, PR-TTO, e o PR-TTW, foram finalmente aposentados, para dar lugar a mais Boeing 737 cargueiros mais novos. Também opera com um Boeing 737-400, de prefixo PS-TLA, fabricado em 1996 e incorporado em 2021. Foi pintado inicialmente com as cores da Total Express, contudo, já não contêm mais a pintura. Tem planos para obter outra unidade, de prefixo PS-TLB, sem data de entrega.
É da Total Cargo o avião que ficou preso no Aeroporto Salgado Filho, em Porto Alegre, durante as enchentes no Rio Grande do Sul em 2024.

## Frota

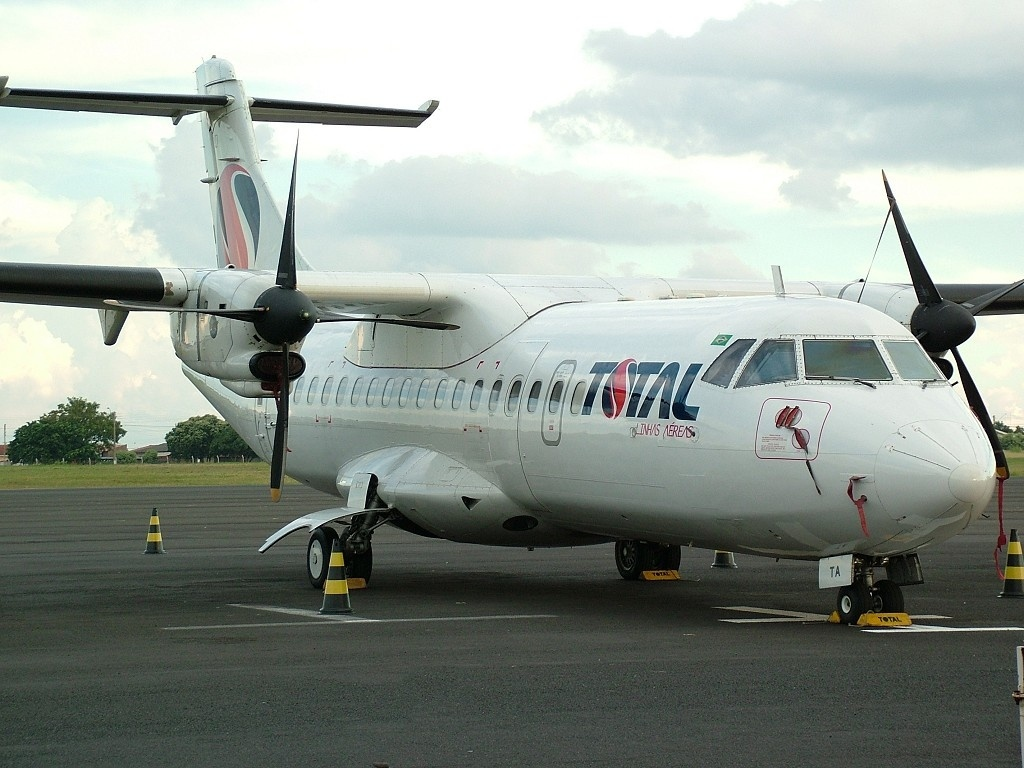
ATR-42 da Total Linhas Aéreas

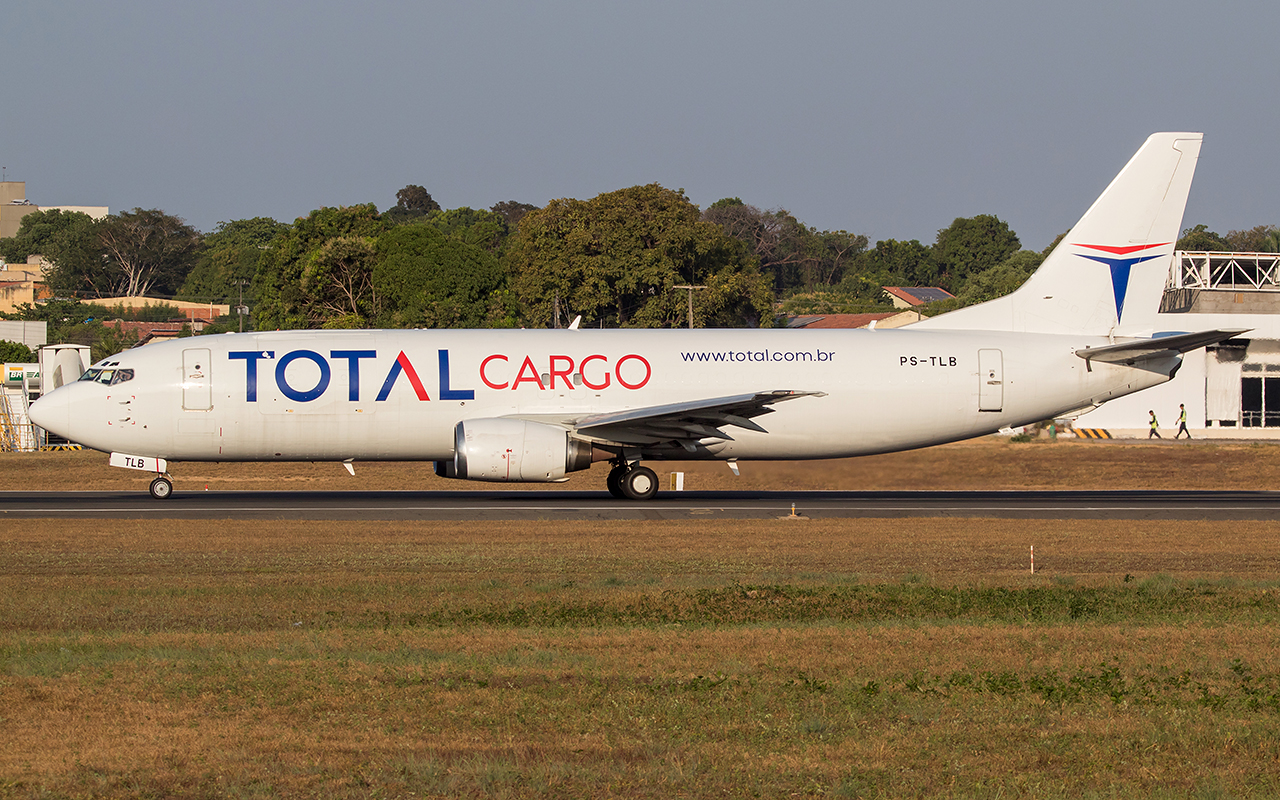
Boeing 737-4Q8(SF) PS-TLB com a nova identidade visual da Total Cargo no Teresina Senador Petrônio Portella (THE / SBTE)

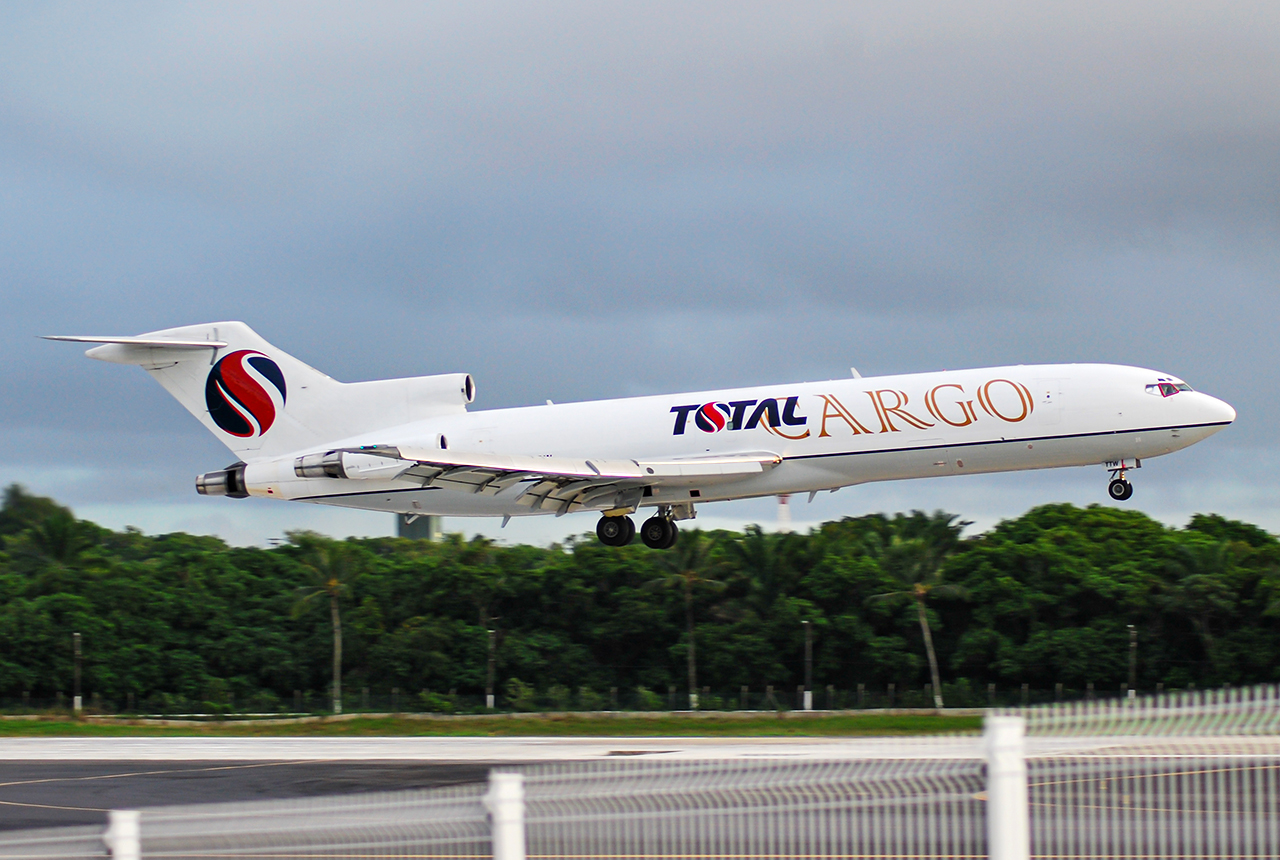
Um Boeing 727-200 da Total Cargo, em abril de 2010.

| Aeronave           | Quantidade | Assentos | Prefixos               |
| ------------------ | ---------- | -------- | ---------------------- |
| ATR 42-300         | 2          | 47       | PR-TKB, PR-TTK         |
| Boeing 737-400F    | 3          | Cargo    | PS-TLA, PS-TLE, PS-TLF |
| Total de Aeronaves | 5          |          |                        |

### Frota atual da Total
| Prefixo | Aeronave        | Serial | Ano f.f | Notas     |
| ------- | --------------- | ------ | ------- | --------- |
| PR-TKB  | ATR 42-500      | 610    | 2000    | Ex I-ADLV |
| PR-TTK  | ATR 42-500      | 506    | 1996    | Ex F-WQNL |
| PS-TLA  | Boeing 737-400F | 28753  | 1997    | Ativo     |
| PS-TLE  | Boeing 737-400F | 26606  | 1997    | Ativo     |
| PS-TLF  | Boeing 737-400F | 28887  | 1997    | Ativo     |

## Acidentes e incidentes
- 14 de setembro de 2002: um ATR 42-300 prefixo PT-MTS, operando como o Voo Total 5561, perdeu o controle e caiu enquanto sobrevoava Paranapanema. Os dois tripulantes a bordo morreram.
- 30 de maio de 2014: um avião da companhia fechou o Aeroporto Internacional Eduardo Gomes por mais de 5 horas após uma aterrissagem de emergência. A aeronave colidiu com uma anta ao decolar do aeroporto de Porto Urucu, município de Coari, o que danificou o trem de pouso direito. Nenhum dos 44 passageiros ou dos 4 tripulantes se feriu.
- 09 de Novembro de 2024: um Boeing 737-400F de prefixo PS-TLB, operando como o Voo Total 5682, realizou um pouso de emergência no Aeroporto Internacional de São Paulo-Guarulhos após detectar um incêndio a bordo da aeronave. Os dois tripulantes não se feriram.[14]